# Max Birbraer
Maxim „Max” Birbraer, właśc. ros. Максим Алексеевич Бирбраер – Maksim Aleksiejewicz Birbrajer (ur. 15 grudnia 1980 w Ust'-Kamienogorsku, Kazachska SRR) – izraelski hokeista pochodzenia rosyjsko-kazachskiego. Reprezentant Izraela. Jeden z najbardziej znanych izraelskich hokeistów.

## Biografia i kariera klubowa
- Shelburne Wolves (1997-1999)
- Newmarket Hurricanes (1999-2000)
- Albany River Rats (2000-2003)
- San Antonio Rampage (2003)
- Laredo Bucks (2003-2004)
- San Diego Gulls (2004-2005)
- Long Beach Ice Dogs (2004-2005)
- Cardiff Devils (2006-2008)
- Kazcynk-Torpedo (2008-2009)
- Heilbronner Falken (2009)
- Cardiff Devils (2009-2014)
- Telford Tigers (2014-2016)
- Swindon Wildcats (2016-2020)
- Bristol Pitbulls (2023-)

Urodził się na terenie byłego ZSRR, obecnie Kazachstan, w rodzinie rosyjskich Żydów, jako syn Aleksandra i Swietłany. Pasją do gry w hokeja zaraził go jego dziadek, Anatolij, kibic tej dyscypliny.
Karierę rozpoczynał w wieku 6 lat w czołowym kazachskim klubie Torpedo Ust'-Kamienogorsk, w którym kariery rozpoczynało wielu wybitnych kazachskich i rosyjskich zawodników (w młodzieńczych latach jego kolegą z drużyny był m.in. Nikołaj Antropow). W 1996 w obawie przed skutkami antysemityzmu skierowanego w ojca i dziadka, będących Żydami, jego rodzina zdecydowała się na emigrację do Izraela. Po osiedleniu się tam, nieopodal miasta Tel Awiw-Jafa zaproponowano mu grę w juniorskiej reprezentacji tego kraju. Podczas jednego z obozów sportowych, kanadyjski trener młodzieżowej kadry, Paul Rosen zwrócił uwagę na jego umiejętności oraz talent i zachęcił go do wyjazdu i gry w Kanadzie. Birbraer postąpił według tej rady i wyjechał w 1996 do „ojczyzny hokeja”. Zamieszkał w prowincji Ontario, gdzie najpierw od 1997 do 1999 rozgrywał mecze w drużynie Wolves z miasta Shelburne, a następnie w sezonie 1999/2000 grał w mieście Newmarket w zespole Hurricanes w ramach rozgrywek OPJHL. W 1999 zdecydował się na tymczasowy przyjazd do Izraela celem odnowienia ważności paszportu. Jako że miał wówczas ukończone 18 lat i zgodnie z krajowym prawem był zobowiązany do odbycia trzyletniej służby wojskowej w armii izraelskiej, po przylocie na lotnisku został aresztowany przez władze za unikanie służby (sam zawodnik był nieświadomy tego obowiązku, a jego rodzina bezskutecznie czekała na niego w hali przylotów). W areszcie przebywał trzy tygodnie, a następnie otrzymał do wyboru – odbycie służby lub karę więzienia, po czym zgodził się na szkolenie podstawowe. Rozpoczął służbę, lecz na podstawie wykonanych testów stwierdzono, że mentalnie nie nadaje się do służby i z powodów medycznych został zwolniony z jej odbywania. Wyjechał ponownie za ocean do Stanów Zjednoczonych i w drafcie NHL z 2000 został wybrany jako drugi zawodnik w trzeciej rundzie z numerem 67 przez New Jersey Devils, aktualnego mistrza rozgrywek NHL (miejsce w drafcie klub otrzymał w toku wymiany od klubu Atlanta Thrashers przez Vancouver Canucks). Tym samym był pierwszym hokeistą izraelskim draftowanym do elitarnych rozgrywek National Hockey League i aktualnie pozostaje jedynym przedstawicielem z tego kraju wybranym w drafcie NHL. Mimo tego nie zagrał w tej lidze, a przez kolejne trzy sezony występował w amerykańskich rozgrywkach AHL w barwach Albany River Rats, zespołu farmerskiego klubu z New Jersey. Następnie jako wolny agent 11 lipca 2003 podpisał kontrakt z innym klubem NHL, Florida Panthers, jednak nie zadebiutował także w jego barwach i kolejne trzy lata grał w ligach CHL i ECHL. Łącznie w Ameryce Północnej występował przez siedem lat.
W 2006 powrócił do Europy i trafił do Wielkiej Brytanii. Został wówczas zawodnikiem walijskiej drużyny Cardiff Devils w brytyjskich rozgrywkach Elite Ice Hockey League. Po dwóch sezonach, w sierpniu 2008 przeniósł się do kazachskiego klubu Kazcynk-Torpedo w mieście swojego urodzenia, Öskemen (o czym, jak przyznał, marzył). Wraz z zespołem rozegrał niepełny sezon 2008/2009 w rosyjskich rozgrywkach Wysszaja Liga, a pod koniec sezonu został graczem niemieckiej drużyny Heilbronner Falken w 2. Bundeslidze. Następnie w czerwcu 2009 powrócił do Cardiff i od tego czasu jest niezmiennie zawodnikiem tego zespołu w lidze EIHL. Kontrakt z klubem przedłużał o rok kolejno w kwietniu 2010, czerwcu 2011, kwietniu 2012 i lipcu 2013. Do tego czasu rozegrał w sześciu sezonach rozegranych w lidze EIHL wystąpił w ponad 300 spotkaniach, w których uzyskał ponad 300 punktów. Od sierpnia 2014 zawodnik angielskiego klubu Telford Tigers w drugoligowych brytyjskich rozgrywkach English Premier Ice Hockey League. Od maja 2016 zawodnik Swindon Wildcats także w lidze EPIHL. Grał tam do 2022, a po okresie przerwy w lutym 2023 został zaangażowany w Bristol Pitbulls.
Porozumiewa się w czterech językach, w tym hebrajskim, rosyjskim i angielskim.

## Kariera reprezentacyjna
Został wielokrotnym reprezentantem Izraela. W reprezentacji juniorskiej uczestniczył w turniejach mistrzostw Europy juniorów do lat 18 edycji 1997, 1997 (Grupa D). W barwach reprezentacji seniorskiej uczestniczył w turniejach mistrzostw świata edycji 1997, 1998, 1999, 2000 (Grupa D), 2007, 2008 (Dywizja II, Grupa I), 2013 (Dywizja II, Grupa B). Na turnieju MŚ 2000 w Reykjavíku (Islandia) był zdecydowanie najskuteczniejszym zawodnikiem turnieju, a tym samym reprezentacji Izraela, wraz z którą zwyciężył w grupie D i uzyskał awans. Na turnieju MŚ 2008 w rumuńskich mieście Miercurea-Ciuc był ponownie najskuteczniejszym zawodnikiem reprezentacji zdobywając 11 punktów w klasyfikacji kanadyjskiej oraz jednokrotnie był wybrany najlepszym izraelskim graczem meczu. Na turnieju w 2013, rozegranym w tureckim Izmicie był trzecim najskuteczniejszym zawodnikiem reprezentacji zdobywając 13 punktów oraz jednokrotnie był wybrany najlepszym izraelskim graczem meczu, a wraz z reprezentacją wygrał turniej i awansował do MŚ Dywizji II Grupy A.

## Sukcesy i wyróżnienia
Reprezentacyjne

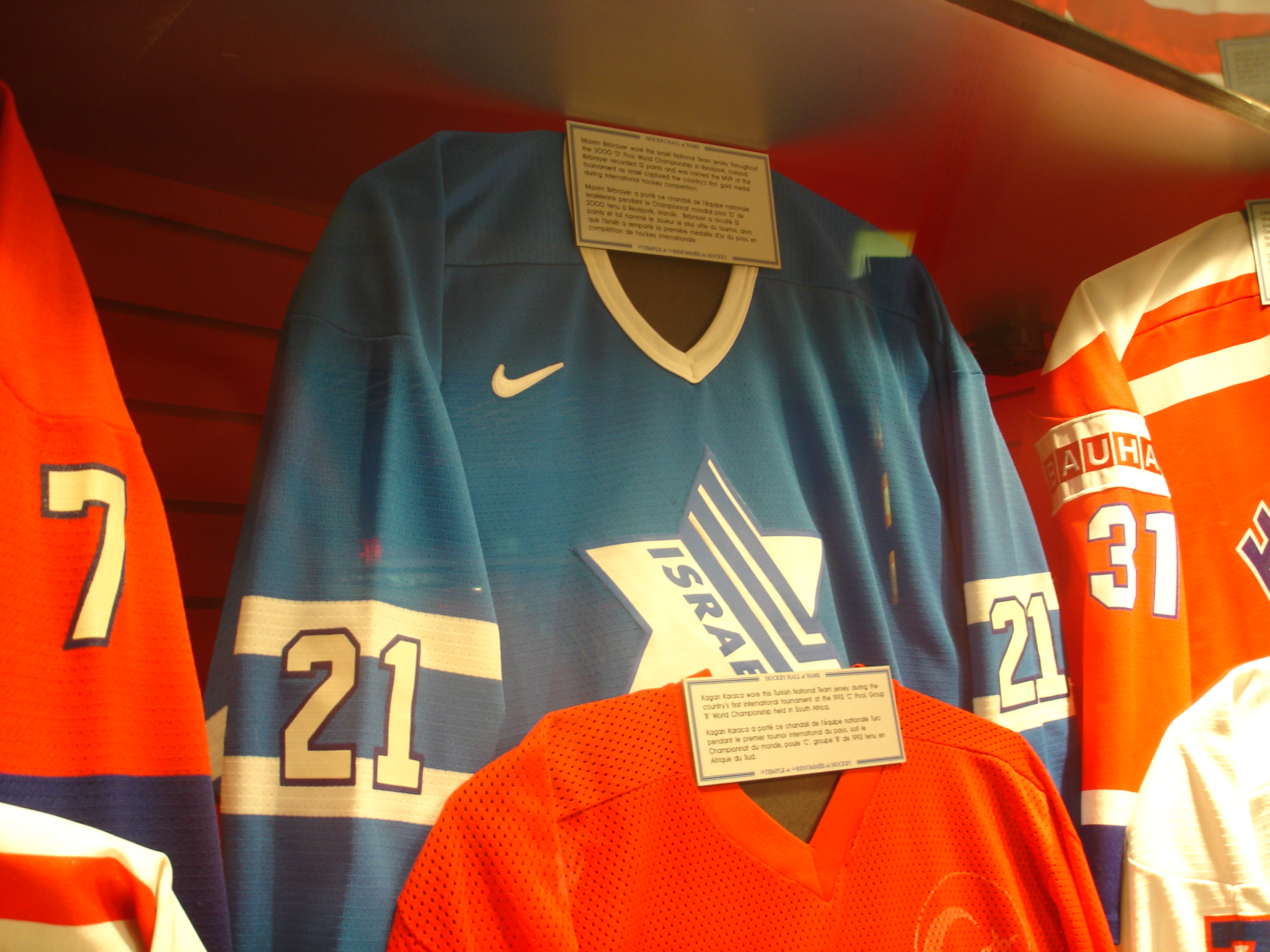
Reprezentacyjna bluza Maxa Birbraera z Mistrzostw Świata 2000

- Pierwsze miejsce w MŚ Grupy D: 2000
- Pierwsze miejsce w MŚ Dywizji II Grupy B: 2013

Klubowe
- Knockout Cup: 2007 z Cardiff Devils

Indywidualne
- Mistrzostwa Świata w Hokeju na Lodzie 2008 Grupa D:
  - Drugie miejsce w klasyfikacji kanadyjskiej turnieju: 12 punktów (6 goli i 6 asyst)[22]
  - Trzecie miejsce w klasyfikacji strzelców turnieju: 6 goli[28]
  - Pierwsze miejsce w klasyfikacji asystentów turnieju: 6 asyst[29]
  - Pierwsze miejsce w klasyfikacji +/− turnieju: +12[30]
  - Pierwsze miejsce w klasyfikacji kanadyjskiej w drużynie Izraela: 12 punktów
- Mistrzostwa Świata w Hokeju na Lodzie 2008 Dywizja II Grupa B:
  - Dziesiąte miejsce w klasyfikacji kanadyjskiej turnieju: 11 punktów (5 goli i 6 asyst)[31]
  - Pierwsze miejsce w klasyfikacji kanadyjskiej w drużynie Izraela: 11 punktów
- Sezon EIHL 2009/2010:
  - Dziewiąte miejsce w klasyfikacji kanadyjskiej w sezonie zasadniczym: 77 punktów (34 gole i 43 asysty)[32]
  - Pierwsze miejsce w klasyfikacji kanadyjskiej w drużynie Cardiff Devils
- Sezon EIHL 2010/2011:
  - Piąte miejsce w klasyfikacji kanadyjskiej w sezonie zasadniczym: 87 punktów (30 gole i 57 asyst)[33]
  - Czwarte miejsce w klasyfikacji asystentów w sezonie zasadniczym: 57 asyst
  - Trzecie miejsce w klasyfikacji kanadyjskiej w drużynie Cardiff Devils
- Mistrzostwa Świata w Hokeju na Lodzie 2013 Dywizja II Grupa A:
  - Czwarte miejsce w klasyfikacji kanadyjskiej turnieju: 13 punktów (5 goli i 8 asyst)[34]

Rekord
- Najwięcej asyst w jednym meczu rozgrywek EIHL: 7 (w meczu 24 października 2009).

Wyróżnienie
- Jego reprezentacyjna koszulka z Mistrzostw Świata 2000 została wystawiona w muzeum Hockey Fame w Toronto jako upamiętnienie wyboru pierwszego Izraelczyka w drafcie NHL 2000.